# Frontières du Bénin

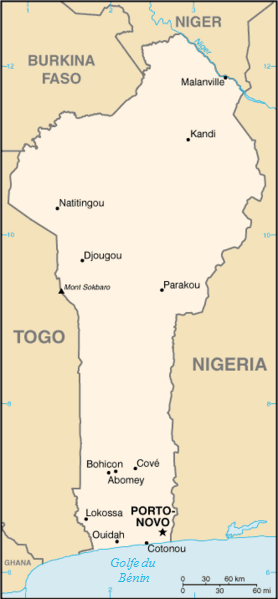
Carte du Bénin, mettant en évidence ses frontières terrestres avec les pays voisins.

Cet article recense les frontières du Bénin.

## Frontières

### Frontières terrestres
Le Bénin partage des frontières terrestres avec ses 4 pays voisins : le Burkina Faso, le Niger, le Nigeria et le Togo, pour un total de 2 123 km.

### Récapitulatif
Le tableau suivant récapitule l'ensemble des frontières du Bénin :
| Pays         | Frontière terrestre (km) | Notes |
| ------------ | ------------------------ | ----- |
| Burkina Faso | 386                      |       |
| Niger        | 277                      |       |
| Nigeria      | 809                      |       |
| Togo         | 651                      |       |
| Total        | 2 123                    |       |